# Ornella Ferrara
Ornella Ferrara (* 17. April 1968 in Limbiate) ist eine italienische Langstreckenläuferin, die sich auf den Marathonlauf spezialisiert hat.
1994 wurde sie Vierte bei den Leichtathletik-Europameisterschaften in Helsinki. Sie nahm an drei Leichtathletik-Weltmeisterschaften teil. Ihr bestes Resultat erzielte sie mit dem Gewinn der Bronzemedaille bei den Leichtathletik-Weltmeisterschaften 1995 in Göteborg in einer Zeit von 2:30:11 h. 1997 in Athen wurde sie Fünfte, 2001 in Edmonton Vierzehnte. Bei den Olympischen Spielen 1996 in Atlanta belegte sie den 13. Platz, bei den Olympischen Spielen 2000 in Sydney den 18. Platz.
Außerdem war sie bei diversen Stadtmarathons erfolgreich. 1994 gewann sie den Venedig-Marathon (2:32:16 h) und 1997 die Maratona d’Italia (2:28:43 h). Bei ihren Siegen beim Rom-Marathon 2004 in 2:27:49 h und beim Brescia-Marathon 2008 in 2:34:47 h konnte sie die jeweiligen Streckenrekorde verbessern. Weitere erwähnenswerte Resultate erzielte sie unter anderem mit zweiten Plätzen beim Turin-Marathon 1997 und beim Prag-Marathon 2004 sowie mit dritten Plätzen beim New-York-City-Marathon 1997 und beim Berlin-Marathon 2003.
Ornella Ferrara hat bei einer Körpergröße von 1,55 m ein Wettkampfgewicht von 42 kg.

## Bestleistungen
- Halbmarathon: 1:11:46 h, 27. Februar 2000, Turin
- Marathon: 2:27:49 h, 28. März 2004, Rom